# Moon Duchin
Moon Duchin es una matemática estadounidense que trabaja como profesora asociada en la Universidad de Tufts en Medford, Massachusetts. Su investigación matemática se centra en la topología geométrica, la teoría de grupos geométricos y la teoría de Teichmüller. También está interesada en los estudios culturales, la filosofía y la historia de la ciencia y las matemáticas. Duchin es una de los miembros principales de la facultad y se desempeña como directora del programa de Ciencia, Tecnología y Sociedad en Tufts. Ella ha hecho una investigación significativa en las matemáticas de la redistribución de distritos y gerrymandering, y fundó un grupo de investigación, MGGG de Redistribución de laboratorio, para avanzar en estos estudios matemáticos y su aplicación no partidista en el mundo real de la política de Estados Unidos.

## Primeros años y educación
Los padres le dieron a Duchin su primer nombre, Moon, "en la franja científica de la clasificación hippie". Creció sabiendo desde muy joven que quería convertirse en matemática. Como estudiante de Stamford High School en Connecticut, completó el plan de estudios regular de matemáticas de la escuela secundaria en su segundo año y continuó aprendiendo matemáticas a través del estudio independiente. Participó activamente en campamentos y competencias de matemáticas y ciencias, e hizo un proyecto de investigación de verano sobre la geometría de los números con Noam Elkies.
Duchin estudió en la Universidad de Harvard como estudiante, donde también participó activamente en la organización queer, y terminó una doble licenciatura en matemáticas y estudios de la mujer en 1998. En ese momento, no estaba segura de cómo combinar las dos especialidades en una sola tesis, por lo que decidió escribir dos por separado.
Como estudiante de posgrado en matemáticas en la Universidad de Chicago, continuó con el activismo feminista enseñando estudios de género y presionando a la universidad para agregar baños neutrales al género, y fue mencionada burlonamente por su nombre en el programa Rush Limbaugh. Completó su doctorado en 2005, bajo la supervisión de Alex Eskin. Fue investigadora postdoctoral en la Universidad de California en Davis y la Universidad de Míchigan, antes de unirse a la facultad de Tufts en 2011.

## Carrera
La investigación matemática de Duchin se ha centrado en la topología geométrica, la teoría de grupos geométricos y la teoría de Teichmüller. Por ejemplo, uno de sus resultados es que, para una amplia clase de superficies localmente planas, la geometría de la superficie está completamente determinada por la longitud más corta en cada clase de homotopía de curvas cerradas simples.
La experiencia de Duchin en geometría la ha llevado a realizar investigaciones sobre las matemáticas del gerrymandering. Un aspecto clave de esta investigación es la noción geométrica de la compacidad de un distrito político dado, una medida numérica que intenta cuantificar cuán ampliamente manipulado está. “Lo que los tribunales han estado buscando es una definición de compacidad que puedan entender, que podamos computar y que puedan usar como una especie de estándar de referencia”, dijo en una entrevista con The Chronicle of Higher Education.
Para ayudar a abordar el desafío de encontrar un estándar acordado, Duchin ha desarrollado un proyecto amplio y a largo plazo sobre las matemáticas del gerrymandering. Como parte de este proyecto, fundó un programa de verano para capacitar a matemáticos para que se conviertan en testigos expertos en casos legales relacionados. En 2016, fundó el Metric Geometry and Gerrymandering Group (MGGG), que es un grupo de investigación no partidista que coordina y publica la investigación sobre geometría, computación y su aplicación al proceso de redistribución de distritos en los EE. UU.
En 2018-2019 tomó una licencia de Tufts y fue miembro del Radcliffe Institute for Advanced Study de la Universidad de Harvard. Su enfoque de investigación fue "Geometría política: las matemáticas de la redistribución de distritos". En 2018, el gobernador de Pensilvania, Tom Wolf, reclutó a Duchin para que le ayudara a evaluar la equidad de los mapas de redistribución de distritos recién dibujados. Esto sucedió como consecuencia de la decisión de la Corte Suprema de Pensilvania que declaró inconstitucional el mapa de distritos del Congreso de Estados Unidos de 2011 del estado. Duchin preparó un informe publicado el 15 de febrero de 2018.
A 2021, Duchin has returned to her position at Tufts, and continues her work with MGGG.

## Premios y honores
En 2016, Duchin fue nombrada miembro de la American Mathematical Society "por sus contribuciones a la teoría de grupos geométricos y la teoría de Teichmüller, y por su servicio a la comunidad matemática". También fue profesora distinguida de la Asociación de Matemáticas de Estados Unidos ese año, y habló sobre las matemáticas de los sistemas de votación. En 2018 recibió una beca Guggenheim.